# 伊勒通阿
伊勒通阿（穆麟德轉寫：ildungga，？—1853年），又作伊勒东阿，伊尔根觉罗氏，满洲镶蓝旗人，世居吉林。早年参与平定天理教，后从征张格尔之乱立功，赐号沙罕巴图鲁，位列平定回疆𠞰捦逆裔功臣之一，图形紫光阁。历任宁夏、宁古塔、三姓、正蓝旗蒙古副都统等职。此后，伊勒通阿参与平定太平天国，咸丰三年（1853年），病卒。

## 生平
伊勒通阿为吉林人。嘉庆十八年（1813年），天理教起事，伊勒通阿参与击破教首李文成有功，授防御。后跟随嘉庆帝木兰行围，射中猎物甚多，获赐银币，升佐领。道光四年（1824年），升任阿勒楚喀协领。
道光六年（1826年），张格尔反清，伊勒通阿跟随扬威将军长龄入新疆平叛。清军三路进发，伊勒通阿随中军击破张格尔部两万余人，追击败军几十里至排子巴特，斩杀甚多，头目迈曼底阿浑等被俘，因此战功获赐沙罕巴图鲁勇号。此后清军仍分三路进逼莎布都尔回庄，伊勒通阿率中军步兵先战，吉勒通阿以骑兵为后续，而后伊勒通阿与武隆阿突然分兵左右翼夹击，张格尔军大乱，清军追至浑水河歼其大部。此战策应阿瓦巴特长驱直入收复哈什，张格尔逃脱，其妻女、汗萨木汗等被俘。伊勒通阿获赐花翎。同年冬天，张格尔收拢残兵自开齐山攻阿尔图什，被当地回人武装击退，清军追击至喀尔铁盖山，伊勒通阿与吉勒通阿绕道山后与诸路清军夹击张格尔，大胜。伊勒通阿获加副都统衔，凯旋后图形紫光阁，位列平定回疆𠞰捦逆裔功臣。道光帝为其作赞，内容为：
踊跃用兵，河南滑县。兹统三军，独当一面。出阵先驱，披坚督战。卡外山前，临机应变。
伊勒通阿获授宁夏副都统、护理将军。后因新疆回乱反复，再从将军长龄平叛，事毕改任宁古塔副都统。道光十八年（1838年），因双亲年迈，乞归乡奉养，授正蓝旗蒙古副都统、改三姓副都统，因克扣兵饷革职留任。咸丰二年（1852年），太平军进犯湖北，伊勒通阿赴河南信阳跟随钦差大臣琦善援助江南清军，有功。次年（1853年），伊勒通阿于军中病卒，赐祭葬、荫一子为六品官。
伊勒通阿有子二人，花尚阿、祥玉分别为佐领和蓝翎侍卫，以孙萨哩哈承荫。

## 引注
1. ↑  王彦章 2007，第70頁，引自《清实录》道光八年五月丁巳
2. 1 2  长顺等 1788，第44頁
3. 1 2 3 4 5  长顺等 1788，第45頁
4. 1 2 3 4 5  长顺等 1788，第46頁
5. 1 2 3 4 5  长顺等 1788，第47頁